# Geldern
Geldern är en stad i Kreis Kleve i det tyska förbundslandet Nordrhein-Westfalen. Geldern, som för första gången nämns i ett dokument från år 812, har cirka 35 000 invånare.

## Administrativ indelning
Geldern består av åtta Stadtteile.
- Geldern
- Hartefeld
- Kapellen an der Fleuth mit Aengenesch und Boeckelt
- Lüllingen
- Pont
- Veert
- Vernum
- Walbeck